# Collector (varumärke)
Collector var en bank (Collector Bank) som efter omprofilering 2023 och namnbyte till Norion Bank finns kvar som ett varumärke. Varumärket omfattar konsumentinriktade finansiella tjänster som privatlån, kreditkort och sparkonto.

## Historia
Collector Bank grundades 1999 av Lena Apler och Johan Möller. Företaget inledde sin verksamhet med fokus på hantering av nödlidande lån och utvecklades senare till ett kreditmarknadsbolag. År 2015 beviljades tillstånd för bankverksamhet, och samma år börsnoterades moderbolaget på Nasdaq Stockholm. I september 2023 bytte Collector Bank AB namn till Norion Bank som ett led i en strategiomläggning, där bolaget omprofilerade sig till en nordisk finansieringsbank med inriktning mot företagskunder. Varumärket Collector behölls som benämning för tjänster riktade till privatpersoner.

### Verkställande direktörer
- Lena Apler, 1999–2014[3]
- Stefan Alexandersson, 2014–2017[4]
- Liza Nyberg, 2017–2018[5]
- Martin Nossman, 2018–[6]